# GDDR3

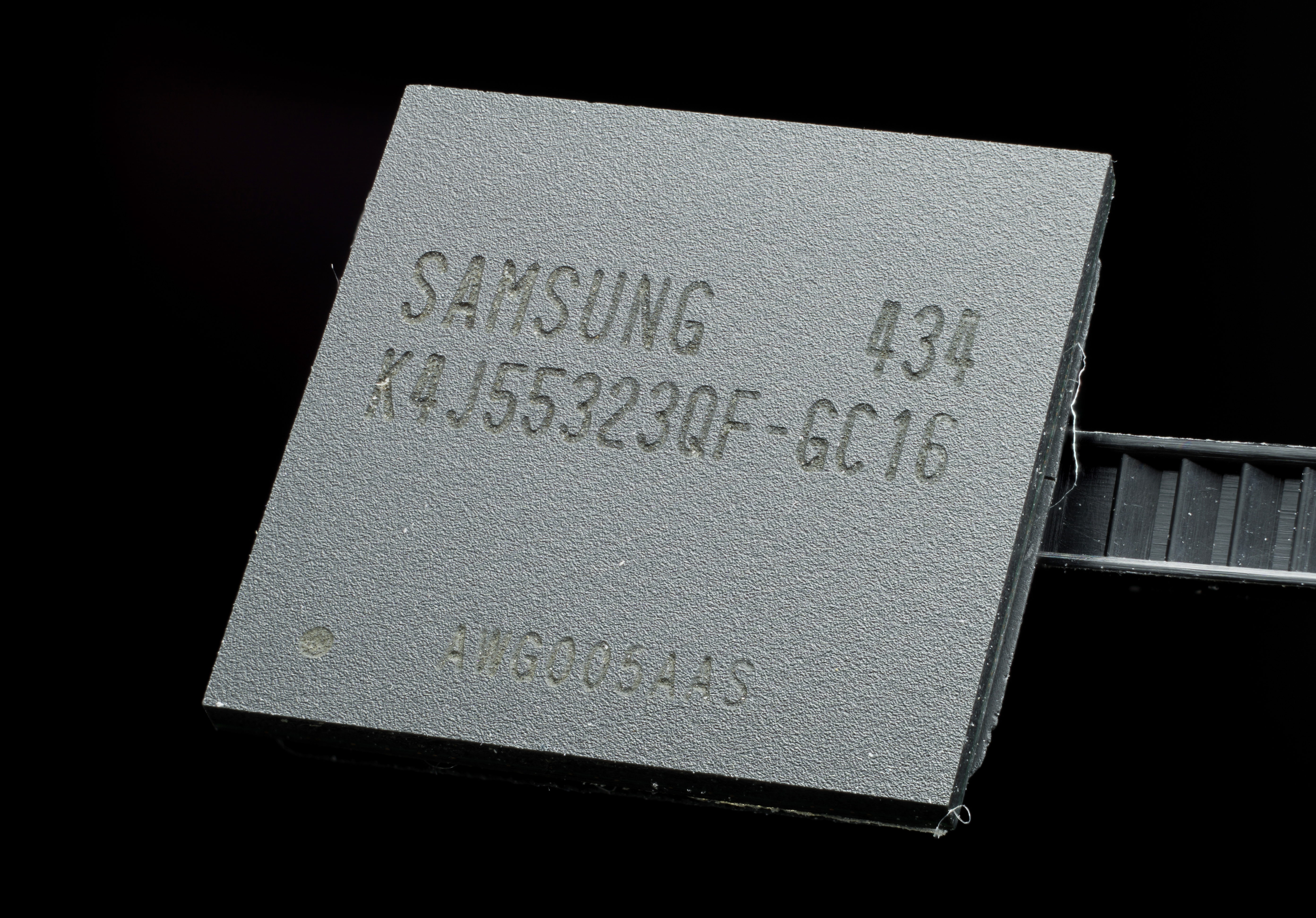
Un paquete Samsung GDDR3 de 256 MBit

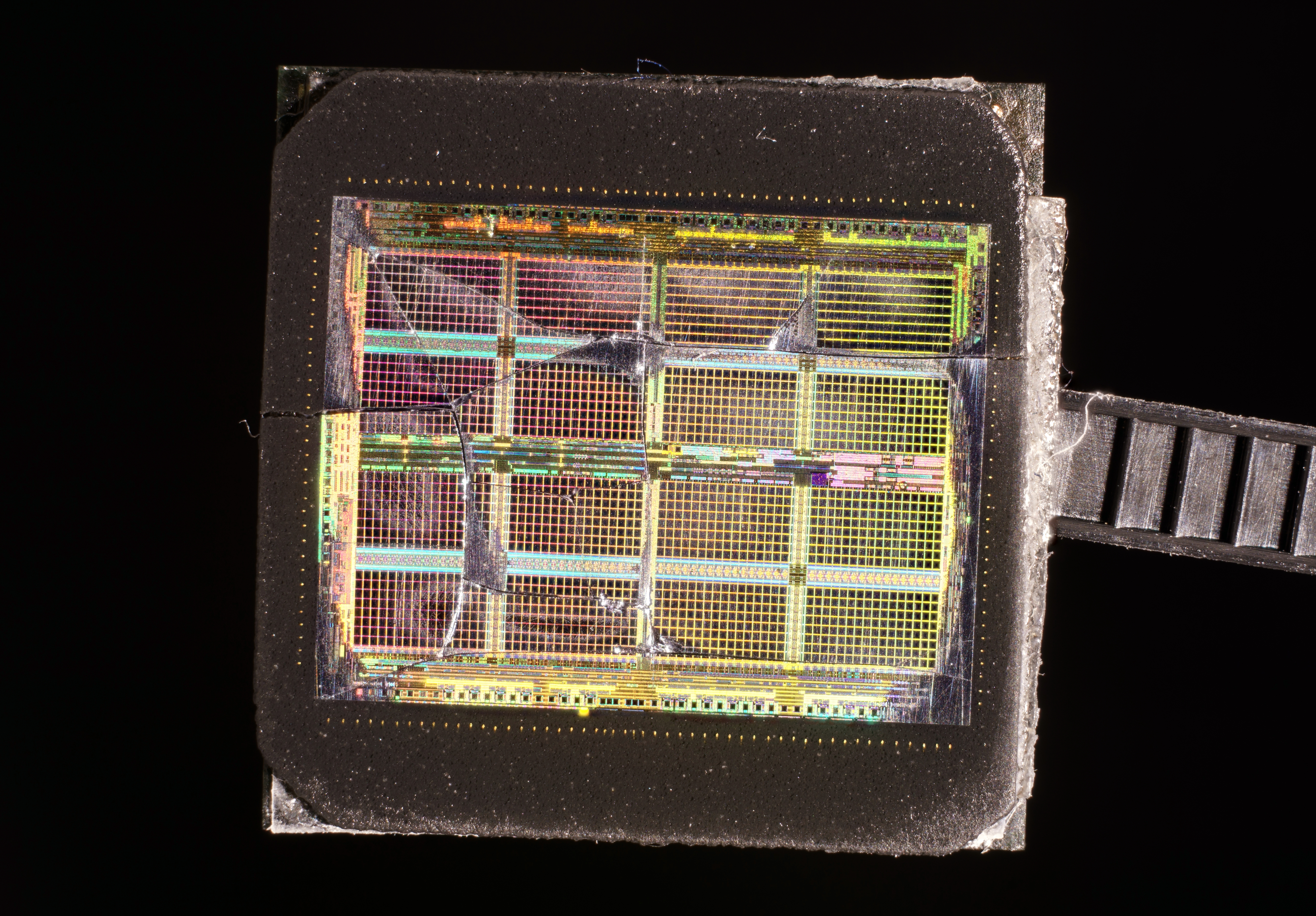
Dentro de un paquete Samsung GDDR3 de 256 MBit

GDDR3 SDRAM (de las siglas en inglés Graphics Double Data Rate 3 Synchronous Dynamic Random-Access Memory) es un tipo de DDR SDRAM especializado para unidades de procesamiento de gráficos (GPU) que ofrece menos latencia de acceso y mayores anchos de banda de dispositivos. Su especificación fue desarrollada por ATI Technologies en colaboración con proveedores de DRAM, incluidos Elpida Memory, Hynix Semiconductor, Infineon (más tarde Qimonda) y Micron. Más tarde fue adoptado como un estándar JEDEC.

## Descripción general
Tiene la misma base tecnológica que DDR2, pero los requisitos de energía y dispersión de calor se han reducido un poco, lo que permite módulos de memoria de mayor rendimiento y sistemas de refrigeración simplificados. GDDR3 no está relacionado con la especificación JEDEC DDR3. Esta memoria utiliza terminadores internos, lo que le permite manejar mejor ciertas demandas gráficas. Para mejorar el rendimiento, la memoria GDDR3 transfiere 4 bits de datos por pin en 2 ciclos de reloj.
La interfaz GDDR3 transfiere dos palabras de datos de 32 bits de ancho por ciclo de reloj desde los pines de E/S. Correspondiente a la captación previa 4n, un único acceso de escritura o lectura consta de una transferencia de datos de un ciclo de reloj de 128 bits de ancho en el núcleo de la memoria interna y cuatro transferencias de datos de medio ciclo de reloj de 32 bits de ancho correspondientes en los pines de E/S. Las luces estroboscópicas de datos de lectura y escritura unidireccionales de un solo extremo se transmiten simultáneamente con los datos de lectura y escritura respectivamente para capturar datos correctamente en los receptores de la SDRAM de gráficos y el controlador. Las luces estroboscópicas de datos se organizan por byte de la interfaz de 32 bits de ancho.

## Implementación comercial
A pesar de haber sido diseñada por ATI, la primera tarjeta en usar la tecnología fue la GeForce FX 5700 Ultra de Nvidia a principios de 2004, donde reemplazó a los chips GDDR2 utilizados hasta ese momento. La siguiente tarjeta en usar GDDR3 fue la GeForce 6800 Ultra de Nvidia, donde fue clave para mantener requisitos de energía razonables en comparación con la predecesora de la tarjeta, la GeForce 5950 Ultra. ATI comenzó a usar la memoria de sus tarjetas Radeon X800. GDDR3 fue la elección de Sony para la memoria gráfica de la consola de juegos PlayStation 3, aunque su GPU basada en nVidia también es capaz de acceder a la memoria principal del sistema, que consta de XDR DRAM diseñada por Rambus Incorporated (Nvidia comercializa una tecnología similar como TurboCache en las GPU de la plataforma de PC). La Xbox 360 de Microsoft tiene 512 MB de memoria GDDR3. La Wii de Nintendo también contiene 64 MB de memoria GDDR3.

## Ventajas de GDDR3 sobre DDR2
- La señal estroboscópica de GDDR3, a diferencia de DDR2 SDRAM, es unidireccional y de un solo extremo (RDQS, WDQS). Esto significa que hay una luz estroboscópica de datos de lectura y escritura separada que permite una relación de lectura y escritura más rápida que DDR2.
- GDDR3 tiene una capacidad de reinicio de hardware que le permite vaciar todos los datos de la memoria y luego comenzar de nuevo.
- Los requisitos de voltaje más bajos conducen a requisitos de energía más bajos y a una salida de calor más baja.
- Frecuencias de reloj más altas, debido a una menor producción de calor, esto es beneficioso para un mayor rendimiento y tiempos más precisos.